# L'isola dei tesori
L'isola dei tesori è un album del 1999 di Enrico Ruggeri. Tale album è composto in prevalenza da brani scritti da Ruggeri per altri interpreti negli anni passati.

## Tracce
Testi e musiche di Enrico Ruggeri e Luigi Schiavone, eccetto dove indicato.
1. Per amore dei tuoi occhi blu – 3:27 (Luca Ghielmetti ed Enrico Ruggeri)
2. Anyway – 4:44 (Enrico Ruggeri)
3. Sonnambulismo – 3:38
4. I dubbi dell'amore – 5:15
5. Anna e il freddo che ha – 4:35
6. Il Natale dei ricordi – 2:32 (Enrico Ruggeri)
7. Inevitabilmente (Lettere dal carcere) – 4:40
8. Canta ancora per me (con Shel Shapiro) – 4:27
9. Il giudizio universale – 3:22
10. Padre Nostro – 3:41 (Mario Manzani ed Enrico Ruggeri)
11. La curiosità – 3:50
12. Il vitello dai piedi di balsa (con Elio di Elio e le Storie Tese e la partecipazione dell'architetto Mangoni) – 3:51 (Stefano Belisari e Sergio Conforti)
13. L'Isola del tesoro – 5:07 (Enrico Ruggeri)
14. La chanson de Mimie – 4:44 (Enrico Ruggeri)